# Erlangerlerche

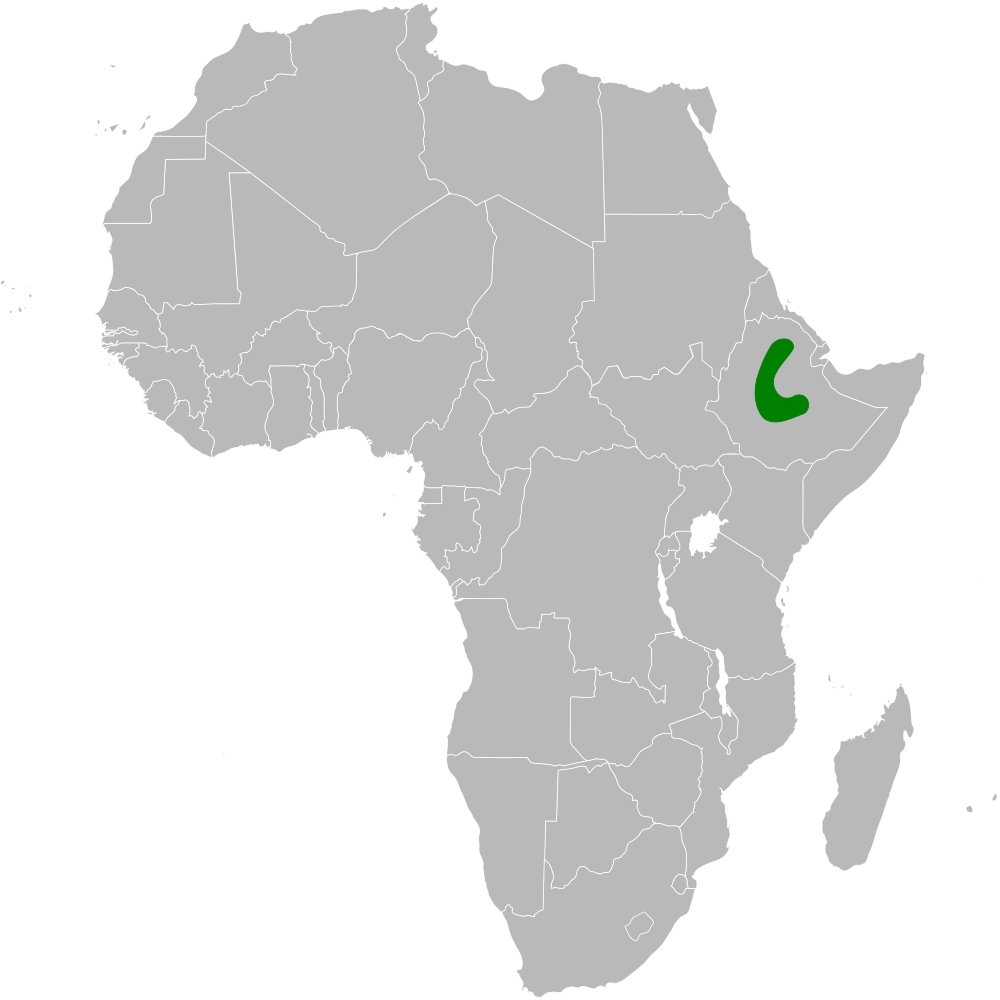
Verbreitungsgebiet der Erlangerlerche

Die Erlangerlerche (Calandrella blanfordi erlangeri) ist eine Unterart der Blanfordlerche, einer Art aus der Familie der Lerchen. Die Art entspricht in ihren Körperproportionen der unter anderem in Südeuropa vorkommenden Kurzzehenlerche, ist allerdings etwas kleiner. Ihr Verbreitungsgebiet liegt im Osten Afrikas. 
Die Abgrenzung von Unterarten, Arten und Gattungen ist im Komplex Calandrella / Alaudala nach wie vor im Gang, die Wertung der Erlangerlerche als Unterart ist die momentan wahrscheinlichste Variante.

## Merkmale
Die Erlangerlerche erreicht eine Körperlänge von etwa 13 bis 14 Zentimetern. Es besteht kein Geschlechtsdimorphismus.
Die Erlangerlerche ist auf der Körperoberseite grau mit einer kräftigen dunklen Streifung. Die Stirn ist schwärzlich, der Scheitel ist tief rötlich. Die Scheitelfedern sind leicht verlängert und können zu einer kleinen Haube aufgestellt werden. Der Hinterkopf ist kräftig gestreift. Das Kinn und die Kehle sind weiß, die Brust ist rotbräunlich mit großen schwärzlichen Flecken an den Seiten der Oberbrust, die sich bis an die Flanken ausdehnen.

## Verbreitungsgebiet und Lebensraum
Die Erlangerlerche kommt ausschließlich im zentralen Hochland von Äthiopien vor. Sie besiedelt dort offenes Grasland. Auf frisch gepflügten Feldern versammeln sich mitunter größere Trupps.

## Lebensweise
Die Lebensweise der Erlangerlerche ist noch nicht abschließend untersucht. So ist beispielsweise nicht bekannt, womit sie überwiegend ihren Nahrungsbedarf abdeckt.
Wie alle Lerchen ist die Erlangerlerche ein Bodenbrüter. Die Brutzeit fällt in den Zeitraum Mai bis Juni. Das Männchen zeigt einen Singflug, bei dem es singend bis zu 50 Meter in die Höhe steigt und sich dann wieder langsam herabfallen lässt.

## Einzelbelege
1. 1 2  Pätzold: Kompendium der Lerchen. S. 261.
2. 1 2 3  
Handbook of the Birds of the World zur Erlangerlerche, aufgerufen am 12. März 2017.